# Мембранна аналогія
Аналогія еластичної мембрани, мембранна аналогія чи аналогія мильних плівок - метод аналогій вперше описаний піонером аеродинаміки Людвігом Прандтлем в 1903.
Описує розподіл напруження  на довгому стрижні при деформації кручення. 
Якщо тонку пластинку з отвором, що збігається з профілем скручуваного стрижня, покрити тонкою плівкою (мембраною), то під дією рівномірно розподіленого навантаження плівка в отворі провисне, утворюючи поверхню, горизонталі якої розташовуються аналогічно силовим лініям при крученні. Ця дає можливість скласти картину розподілу дотичних напруження по розташуванню горизонталей поверхні мембрани.

## Зноски
1. ↑  Prandtl, L.: "Zur torsion von prismatischen stäben", Phys. Zeitschr., 4, pp. 758-770 (1903)